# Trichocolea flaccida
Trichocolea flaccida là một loài rêu tản trong họ Trichocoleaceae. Loài này được (Spruce) J.B. Jack & Stephani miêu tả khoa học lần đầu tiên năm 1892.